# エイミー・ヤスベック
エイミー・ヤスベック（Amy Yasbeck, 1962年9月12日 - ）は、アメリカ合衆国の女優である。長くて赤い髪と、アイルランド系及びレバノン系の血筋で知られる。

## 来歴
オハイオ州シンシナティで食料品店を営む夫妻のもとに生まれる。子どもの時、おもちゃのベティ・クロッカー（Betty Crocker）が販売する「イージーベイク・オーブン（Easy-Bake Oven）」のパッケージに登場した。2000年、レギュラー・パネル・メンバーとして出演する『アイブ・ゴット・ア・シークレット』で新しいイージーベイク・オーブンを贈られた。
小学校・中学校・高校時代を、2つの異なるカトリックの学校であるサミット・カントリー・デイ・スクール（Summit Country Day School）とアースライン・アカデミー（Ursuline Academy）で過ごした。父を心筋梗塞、母を肺気腫で亡くしてからはニューヨークへ移り住んだ。
その後、女優としてのキャリアを始動し、テレビのシチュエーション・コメディシリーズ『ウイングス』や『オールライト・オールレディ』『ライフ・オン・ア・スティック』『TVキャスター マーフィー・ブラウン』などに出演する。1986年から1987年にかけては、長寿の昼ドラマ『デイズ・オブ・アワ・ライブス』でオリビア・リード役を演じた。
さらに映画界にも進出し、『マスク』や『プリティ・ウーマン』『ロビン・フッド/キング・オブ・タイツ』『レスリー・ニールセンのドラキュラ』などに出演した。ディズニーのテレビ映画『スプラッシュ2（Splash, Too）』（1988年）で人魚のマディソンの役を演じたこともある（マディソン役は映画『スプラッシュ』ではダリル・ハンナが演じた）。

## 私生活
ヤスベックは、複数の番組で共演した俳優ジョン・リッターの寡婦である。
2人は映画『プロブレム・チャイルド/うわさの問題児』（1990年）の台本読み合わせの際、デニス・デューガン監督の自宅で出会った。ヤスベックによると、リッターは彼女をやせ過ぎだと思い、ベーグルとクリーム・チーズを食べるように無理強いしたらしい。またリッターは、映画で自分の妻を演じるにはヤスベックは若すぎると感じたという（リッターはヤスベックのほぼ15歳年上である）。
ヤスベックとリッターは1991年に『プロブレム・チャイルド2』でも共演し、同年に放送された『コスビー・ショー』でも共にゲスト出演した。2人は1998年に一人娘ステラをもうけ、1999年に結婚する。
2003年9月11日、リッターは主演するシチュエーション・コメディ『パパにはヒ・ミ・ツ』のセット内で倒れ、搬送先の病院で亡くなった。死因は、それまで見つかっていなかった先天的な心臓の欠陥により発症した大動脈解離だった。リッターの命日は娘の5歳の誕生日であり、ヤスベックの41歳の誕生日の前日であり、結婚記念日とリッター自身の誕生日の6日前だった。
リッターの死後、ヤスベックはリッターが亡くなった病院に対して訴訟を起こす。ヤスベックはリッターの前妻ナンシー・モーガンの子と共に、聖ヨゼフ・メディカル・センターの医師がリッターの心臓の状態を誤診したと主張したが、訴訟は2006年3月に法廷外で決着した。
ヤスベックは『パパにはヒ・ミ・ツ』の継続に賛成し、リッターの妻役だったケイティ・サガールは寡婦役として主役を演じ続けることとなった。

## 出演作品

### 映画
- ガバリン2 タイムトラぶラー House II: The Second Story (1987)
- プリティ・ウーマン Pretty Woman (1990)
- プロブレム・チャイルド/うわさの問題児 Problem Child (1990)
- プロブレム・チャイルド2 Problem Child 2 (1991)
- 12人のイカれた男たち The Nutt House (1992)
- ロビン・フッド/キング・オブ・タイツ Robin Hood: Men in Tights (1993)
- マスク The Mask (1994)
- ホーム・フォー・ザ・ホリデイ Home for the Holidays (1995)
- レスリー・ニールセンのドラキュラ Dracula: Dead and Loving It (1995)
- デナイアル Denial (1998)
- おかしな二人2 The Odd Couple II (1998)

### テレビドラマ
- デイズ・オブ・アワ・ライブス Days of Our Lives (1965, 1986-1987)
- チャイナ・ビーチ China Beach (1988) - クレジットなし
- スプラッシュ2 Splash, Too (1988)
- トレンチコート・イン・パラダイス Trenchcoat in Paradise (1989)
- TVキャスター マーフィー・ブラウン Murphy Brown (1989)
- リトル・ホワイト・ライズ Little White Lies (1989)
- ジェネレーションズ Generations (1989)
- デリンジャー Dillinger (1991)
- プーチンスキー Poochinski (1990)
- ウイングス Wings (1990, 1994-1997)
- コスビー・ショー The Cosby Show
  - ゲスト出演：シーズン7 第16話「Total Control」(1991年1月31日)
- ブラッドハウンド2 Bloodhounds II (1996)
- スイート・ドリームズ Sweet Dreams (1996)
- オールライト・オールレディ Alright Already (1997)
- デッド・ハズバンド 亭主殺人互助組合 Dead Husbands (1998)
- ハウス・ブレンド House Blend (2002)
- ライフ・オン・ア・スティック Life on a Stick (2005)
- レイブン 見えちゃってチョー大変! That's So Raven
  - ゲスト出演：シーズン4 第95話「The Ice Girl Cometh」(2006年9月22日)
- BONES Bones
  - ゲスト出演：シーズン8 第153話「繭の中の考古学者」(2013年1月14日)
- モダン・ファミリー Modern Family
  - ゲスト出演：シーズン5 第99話「モテモテのセールスマン」(2013年10月2日)
- プリティ・リトル・ライアーズ Pretty Little Liars
  - ゲスト出演：シーズン6 第135話「Do Not Disturb」(2016年2月9日)

## 参照
1. ↑  Movie & TV News @ IMDb.com - WENN - 10 September 2004#celeb1